# Nannopetersius
Nannopetersius és un gènere de peixos pertanyent a la família dels alèstids.

## Distribució geogràfica
Es troba a Àfrica.

## Taxonomia
- Nannopetersius lamberti (Poll, 1967)[3]
- Nannopetersius mutambuei (Lunkayilakio & Vreven, 2008)[4]